# الليبيراتوري
الليبيراتوري («المحرر») كانت نشرة سرية باللغة الإيطالية تصدر عن القسم الإيطالي من الحزب الشيوعي التونسي. ظهرت الليبيراتوري في عام 1935، بعد حظر صحيفة دوماني الأسبوعية المناهضة للفاشية.